# Aconitum artemisiifolium
Aconitum artemisiifolium là một loài thực vật có hoa trong họ Mao lương. Loài này được A.I.Baranov & Skvortsov mô tả khoa học đầu tiên năm 1966.